# Tutte pazze per Ken
Tutte pazze per Ken (Love Serenade) è un film del 1996 diretto da Shirley Barrett, vincitore della Caméra d'or per la miglior opera prima al 49º Festival di Cannes.

## Riconoscimenti
- 1996 - Festival di Cannes
  - Caméra d'or